# In the Zone
In the Zone lanserades den 18 november 2003 och är ett studioalbum av popmusiksångerskan Britney Spears från USA. Skivan är utgiven av Jive Records. Albumet har sålt över 12 miljoner exemplar.

## Låtlista
1. Me Against the Music Feat. Madonna
2. (I Got That) Boom Boom
3. Showdown
4. Breathe on Me
5. Early Mornin'
6. Toxic
7. Outrageous
8. Touch of My Hand
9. The Hook Up
10. Shadow
11. Brave New Girl
12. Everytime
13. Me Against the Music
14. The Answer
15. Don't Hang Up

## Singlar
- Me Against The Music Feat. Madonna
- Toxic
- Everytime
- Outrageous